# Souvenir of Their Visit to America
Souvenir of Their Visit to America —en español: ‘Recuerdo de su visita a Estados Unidos’— es el primer EP de los Beatles en el mercado estadounidense y el cuarto en total, fue lanzado el 23 de marzo de 1964. El EP no entró en lista. Sólo fue publicado por Vee-Jay en Estados Unidos, fue catalogado como VJEP 1-903. Las canciones de este EP estaban puestas también en el lanzamiento estadounidense Introducing... The Beatles publicado apenas tres meses antes de este EP.

## Lista de canciones
Todas las canciones escritas y compuestas por McCartney-Lennon, excepto donde está anotado. 
| Cara 1 |                                   |                     |          |  |
| N.º    | Título                            | Vocalista principal | Duración |  |
| 1.     | «Misery»                          | Lennon y McCartney  | 1:50     |  |
| 2.     | «A Taste of Honey» (Scott-Marlow) | McCartney           | 2:05     |  |

| Cara 2 |                    |                     |          |  |
| N.º    | Título             | Vocalista principal | Duración |  |
| 1.     | «Ask Me Why»       | Lennon              | 2:28     |  |
| 2.     | «Anna» (Alexander) | Lennon              | 2:57     |  |